# Горње Црнилиште
Горње Црнилиште (мкд. Горно Црнилиште) је насеље у Северној Македонији, у средишњем делу државе. Горње Црнилиште је село у саставу општине Свети Никола.

## Географија
Горње Црнилиште је смештено у средишњем делу Северне Македоније. Од најближег града, Штипа, насеље је удаљено 25 km северозападно.
Насеље Горње Црнилиште се налази у историјској области Овче поље. Село је смештено у средишњем делу поља, а јужно се уздиже омање горје, које дели поље од реке Брегалнице. Надморска висина насеља је приближно 310 метара.
Месна клима је блажи облик континенталне због близине Егејског мора (жарка лета).

## Становништво
Горње Црнилиште је према последњем попису из 2002. године имало 345 становника.
Већинско становништво су етнички Македонци (100%). До почетка 20. века већинско становништво у селу били су Турци.
Претежна вероисповест месног становништва је православље.